# Nick Vallelonga
Nick Vallelonga (Bronx, Nova Iorque, 13 de setembro de 1959) é um ator, roteirista e cineasta americano. Como reconhecimento, foi nomeado ao Óscar 2019 na categoria de Melhor Filme devido ao filme Green Book.